# Amethi (Distrikt)
Der Distrikt Amethi (Hindi: अमेठी जिला, Urdu ضلع امیتھی), bis 2012 Distrikt Chhatrapati Shahuji Maharaj Nagar (Hindi: छत्रपति शाहूजी महाराज नगर) ist ein Distrikt des indischen Bundesstaats Uttar Pradesh. Verwaltungszentrum ist Gauriganj, die größte Stadt ist Amethi.

## Geographie
Der Distrikt Amethi liegt in der Region Awadh (Oudh) in Zentral-Uttar-Pradesh. Nachbardistrikte sind Sultanpur im Osten, Pratapgarh im Süden, Raebareli im Westen, Barabanki im Nordwesten und Ayodhya im Norden. Die Distriktfläche wird mit 2329,11 km² angegeben.

## Geschichte
Der Distrikt Amethi entstand am 1. Juli 2010 aus Teilen der Distrikte Sultanpur und Raebareli. Von Sultanpur erhielt der neue Distrikt die drei Tehsils Amethi, Gauriganj und Musafirkhana, von Raebareli die zwei Tehsils Salon und Tiloi. Ursprünglich trug der Distrikt den Namen Chhatrapati Shahuji Maharaj Nagar. Der Name verwies auf den Shahu (Chhatrapati Shahuji Maharaj) genannten Maharaja von Kolhapur (1884–1922), der von der Dalit-Bewegung wegen der von ihm eingeleiteten Sozialreformen verehrt wird. Die Benennung des neugegründeten Distrikts entsprach dem Programm der damals in Uttar Pradesh regierenden BSP-Politikerin Mayawati, die zahlreiche Distrikte des Bundesstaates nach Ikonen der Dalit-Bewegung umbenannte. Da der Distrikt weitgehend deckungsgleich mit dem Wahlkreis Amethi ist, aus dem Mayawatis politischer Rivale Rahul Gandhi in das indische Parlament, die Lok Sabha gewählt wurde, galt die Umbenennung des Distrikts nach Chhatrapati Shahuji Maharaj als symbolischer politischer Erfolg Mayawatis. Nachdem die BSP aber 2012 durch die Samajwadi Party an der Regierung abgelöst wurde, veranlasste der neue Regierungschef Akhilesh Yadav im Juli 2012 die Umbenennung von Chhatrapati Shahuji Maharaj Nagar in Distrikt Amethi.
Im Jahr 2013 wurde der Tehsil Salon aus dem Distrikt wieder herausgelöst und in den Distrikt Rae Bareli eingegliedert.

## Bevölkerung
Die indische Volkszählung 2011 wurde nach der alten Verwaltungsgliederung durchgeführt, daher existieren für den Distrikt Amethi keine zuverlässigen Bevölkerungsdaten. Die Ergebnisse der Volkszählung 2021 sind bisher nicht veröffentlicht.

## Verwaltungsgliederung
Der Distrikt ist in 4 Tehsils gegliedert:
- Amethi
- Gauriganj
- Musafirkhana
- Tiloi